# Kamica żółciowa

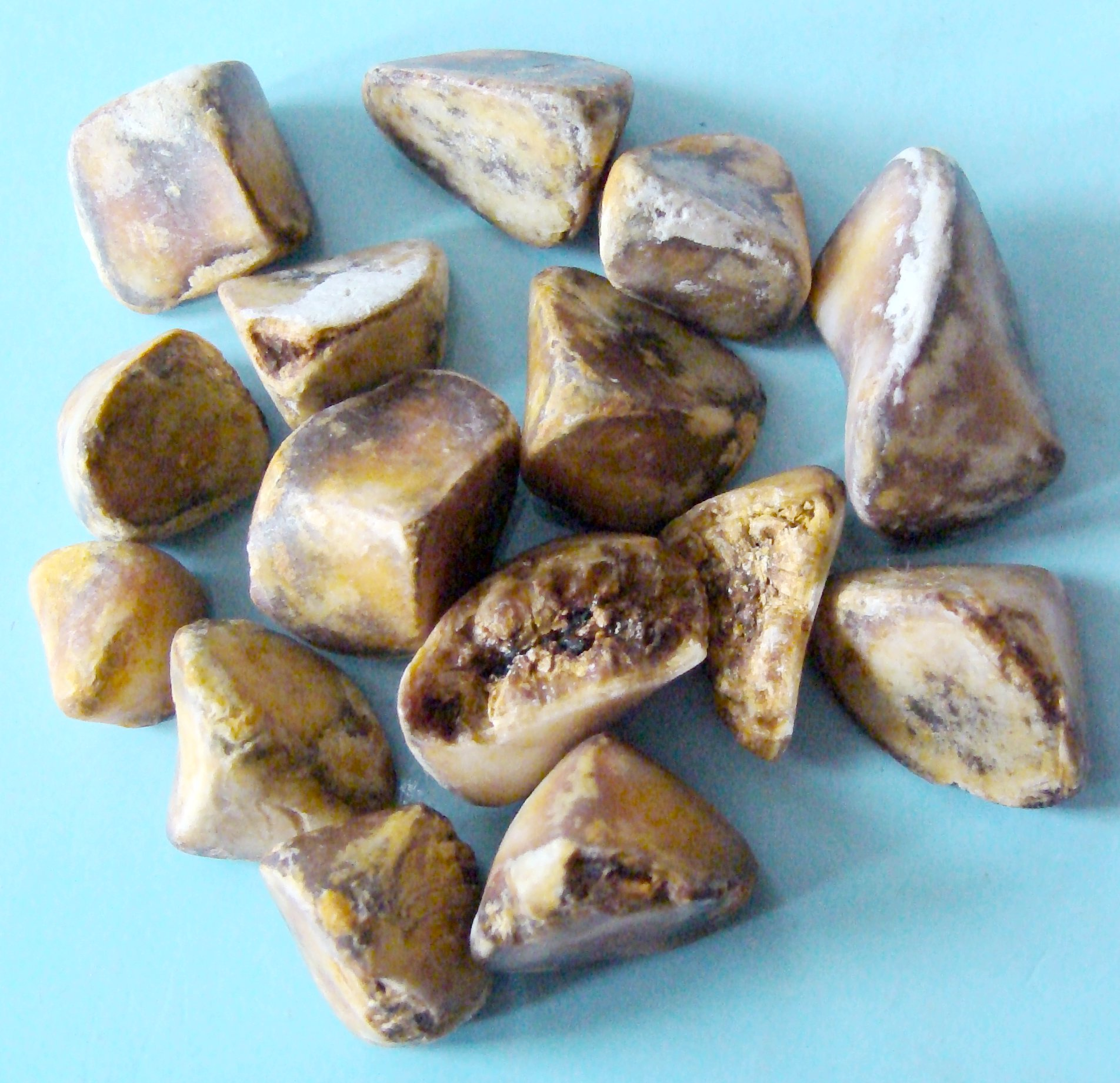
Kamienie z jednego pęcherzyka żółciowego

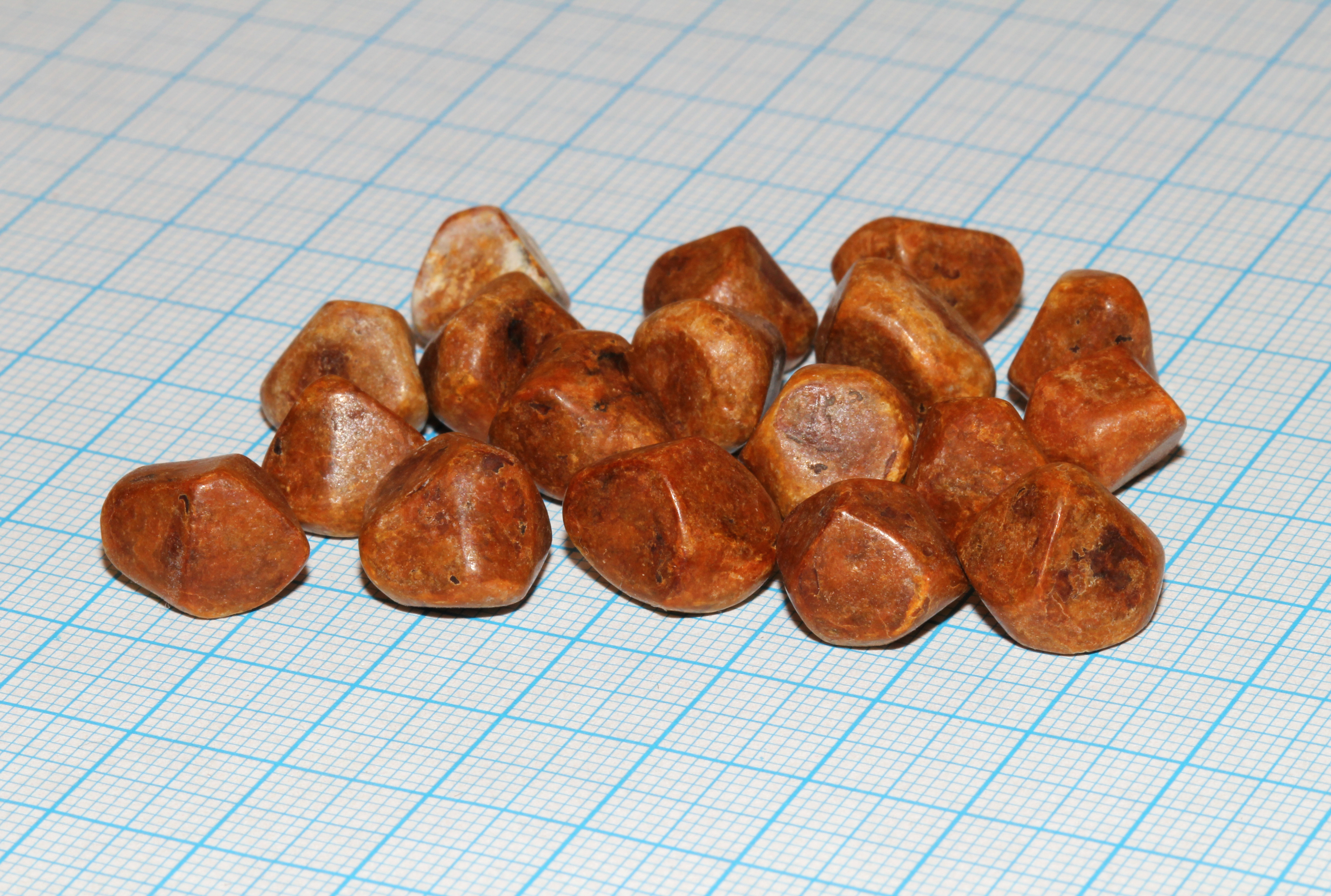
Kamienie żółciowe

Kamica żółciowa (łac. cholelithiasis, choledocholithiasis, cholecystolithiasis) – choroba polegająca na powstawaniu tzw. złogów, czyli kamieni żółciowych w drogach żółciowych. Kamienie mogą być pojedyncze lub mnogie, przy czym mogą powstawać w samym pęcherzyku żółciowym lub w przewodach żółciowych wskutek wytrącania się z żółci złogów cholesterolu, bilirubiny, białka, węglanu wapnia i bilirubinianu wapnia. Kamica pęcherzyka żółciowego prowadzi często do jego przewlekłego zapalenia. Kamica przewodów żółciowych może powodować ich częściowe lub całkowite zatkanie, co prowadzi do żółtaczki mechanicznej; bywa też przyczyną ostrego zapalenia trzustki w wyniku zatkania przewodu trzustkowego.

## Objawy
- Należące do triady Charcota:
  - ból w nadbrzuszu, może promieniować do okolicy łopatkowej
  - gorączka i dreszcze
  - żółtaczka mechaniczna
- brak apetytu, nudności, wymioty przynoszące ulgę

## Leczenie kamicy żółciowej
1. odżywianie: zalecana jest dieta wątrobowa
2. leczenie farmakologiczne: leki przeciwbólowe, rozkurczowe, niekiedy antybiotyki; próby farmakologicznego rozpuszczenia kamieni (skuteczne tylko w niektórych przypadkach)
3. leczenie operacyjne: usunięcie pęcherzyka żółciowego (cholecystektomia) wraz z kamieniami, ewentualnie także usunięcie kamieni z przewodów żółciowych, w wybranych przypadkach możliwe jest wykonanie zabiegu metodą laparoskopową, a gdy jest to niemożliwe wykonuje się laparotomię
4. leczenie endoskopowe: w przypadku kamicy przewodu żółciowego wspólnego wykonuje się ECPW

## Alternatywne sposoby leczenia
- w przypadku kamieni cholesterolowych u osób niekwalifikujących się do leczenia operacyjnego, próba rozpuszczenia kamieni z użyciem kwasu ursodeoksycholowego lub kwasu chenodeoksycholowego (czas leczenia 12-24 miesięcy, skuteczność 50-70%)
- litotrypsja, w przypadku zachowanej funkcji pęcherzyka żółciowego i gdy kamień nie przekracza średnicy 3 cm
- przezskórne podanie MTBE, który ma właściwości rozpuszczające kamienie żółciowe[1]
- Ziołowe środki o działaniu żółciopędnym: kwiat kocanki, kwiat jarzębiny, ziele rdestu ptasiego, ziele połonicznika, ziele krwawnika, ziele dziurawca, owoc czarnego bzu, liść czarnego bzu, liść bobrka i korę kruszyny[2].

## Powikłania
- kamicze zapalenie pęcherzyka żółciowego z perforacją pęcherzyka i żółciowym zapaleniem otrzewnej, ropniak lub wodniak pęcherzyka żółciowego
- kamicze zapalenie dróg żółciowych, cholangitis calculosa
- odleżyny powodujące powstawanie przetok
- żółtaczka mechaniczna (w kamicy przewodowej)
- ostre zapalenie trzustki
- krwawienie (hemobilia)
- przetoka pęcherzykowo-jelitowa
- zwiększone ryzyko rozwoju raka pęcherzyka żółciowego

## Klasyfikacja ICD10
| kod ICD10     | nazwa choroby                                                                      |
| ------------- | ---------------------------------------------------------------------------------- |
| ICD-10: K80   | Kamica żółciowa                                                                    |
| ICD-10: K80.0 | Kamica pęcherzyka żółciowego z ostrym zapaleniem pęcherzyka żółciowego             |
| ICD-10: K80.1 | Kamica pęcherzyka żółciowego z innym zapaleniem pęcherzyka żółciowego              |
| ICD-10: K80.2 | Kamica pęcherzyka żółciowego bez zapalenia pęcherzyka żółciowego                   |
| ICD-10: K80.3 | Kamica przewodu żółciowego z zapaleniem (dróg żółciowych)                          |
| ICD-10: K80.4 | Kamica przewodu żółciowego z zapaleniem pęcherzyka żółciowego                      |
| ICD-10: K80.5 | Kamica przewodu żółciowego bez zapalenia pęcherzyka żółciowego lub dróg żółciowych |
| ICD-10: K80.8 | Inne kamice żółciowe                                                               |